# استیون کیپل جونیور
استیون کیپل جونیور (انگلیسی: Steven Caple Jr.‎) (زادهٔ ۱۶ فوریه ۱۹۸۸) کارگردان، تهیه‌کننده، فیلم‌نامه‌نویس آمریکایی است.

## آثار کارگردانی
- سرزمین (۲۰۱۶)
- کرید ۲ (۲۰۱۸)
- تبدیل‌شوندگان: ظهور جانوران (۲۰۲۳)